# Georges-André Chevallaz

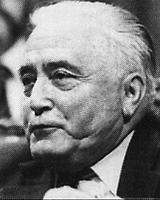

Georges-André Chevallaz (Lausanne, 7 februari 1915 - aldaar, 8 september 2002) was een Zwitsers politicus voor de Vrijzinnig-Democratische Partij (FDP/PRD). Van 1974 tot 1983 maakte hij deel uit van de Bondsraad. In 1980 was hij Bondspresident van Zwitserland.

## Biografie

### Opleiding

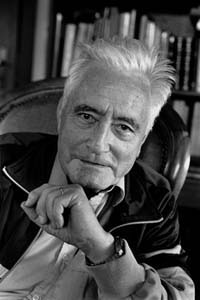
Georges-André Chevallaz in 1986.

Hij studeerde letterkunde en geschiedenis in Parijs en Lausanne. Van 1942 tot 1955 was hij docent aan de handelshogeschool in Lausanne. Van 1955 tot 1958 was hij hoofdbibliothecaris van de kantonnale bibliotheek van Vaud. Tegelijkertijd was hij hoogleraar diplomatieke geschiedenis aan de Universiteit van Lausanne.

### Politicus
In 1949 werd Chevallaz in de gemeenteraad van Lausanne gekozen. Van 1957 tot 1973 was hij stadspresident van Lausanne. In 1958 werd Chevallaz in de Nationale Raad (federaal parlement) gekozen. Hij bleef in de Nationale Raad tot 1973. Van 1970 tot 1973 was hij fractievoorzitter van de FDP.
Op 5 december 1973 werd Georges-André Chevallaz voor de FDP/PRD in de Bondsraad gekozen, hoewel hij niet de officiële kandidaat van zijn partij was. Hij beheerde het Departement van Financiën (1974-1979) en het Departement van Militaire Zaken (1980-1983). Als minister van Financiën trachtte hij in 1977 een nieuw belastingmodel in te voeren, hetgeen echter door de bevolking werd verworpen. In 1979 was hij vicepresident en in 1980 bondspresident.
Chevallaz stond bekend als tegenstander van een eventuele Zwitserse toetreding tot de Europese Economische Gemeenschap. Van 1988 tot 1992 was hij voorzitter van de stichting die het Historisch Woordenboek van Zwitserland uitbrengt.

## Familie
Georges-André Chevallaz was de zoon van de bekende Zwitserse onderwijshervormer Georges Chevallaz. Olivier Chevallaz, een zoon van Georges-André, zit namens de FDP in de gemeenteraad van Lausanne. Zijn zoon Martin Chevallaz was in 2004 kandidaat voor de Christendemocratische Volkspartij voor de Nationale Raad. Georges-André's broer was burgemeester van Pully.

## Publicaties
- Aspects de l'agriculture vaudoise à la fin de l'Ancien Régime : la terre, le blé, les charges; F. Rouge, Lausanne; (1949) -- proefschrift
- The challenge of neutrality : diplomacy and the defense of Switzerland; Lexington books, Lanham (Le défi de la neutralité, 2001) ISBN 0-7391-0274-5
- Histoire générale, de 1789 à nos jours; Payot, Lausanne (1ste ed., 1957)